# Drapetis cockerelli
Drapetis cockerelli är en tvåvingeart som beskrevs av Smith 1969. Drapetis cockerelli ingår i släktet Drapetis och familjen puckeldansflugor. Inga underarter finns listade i Catalogue of Life.